# Viola stipularis
Viola stipularis là một loài thực vật có hoa trong họ Hoa tím. Loài này được Sw. miêu tả khoa học đầu tiên năm 1788.

## Hình ảnh

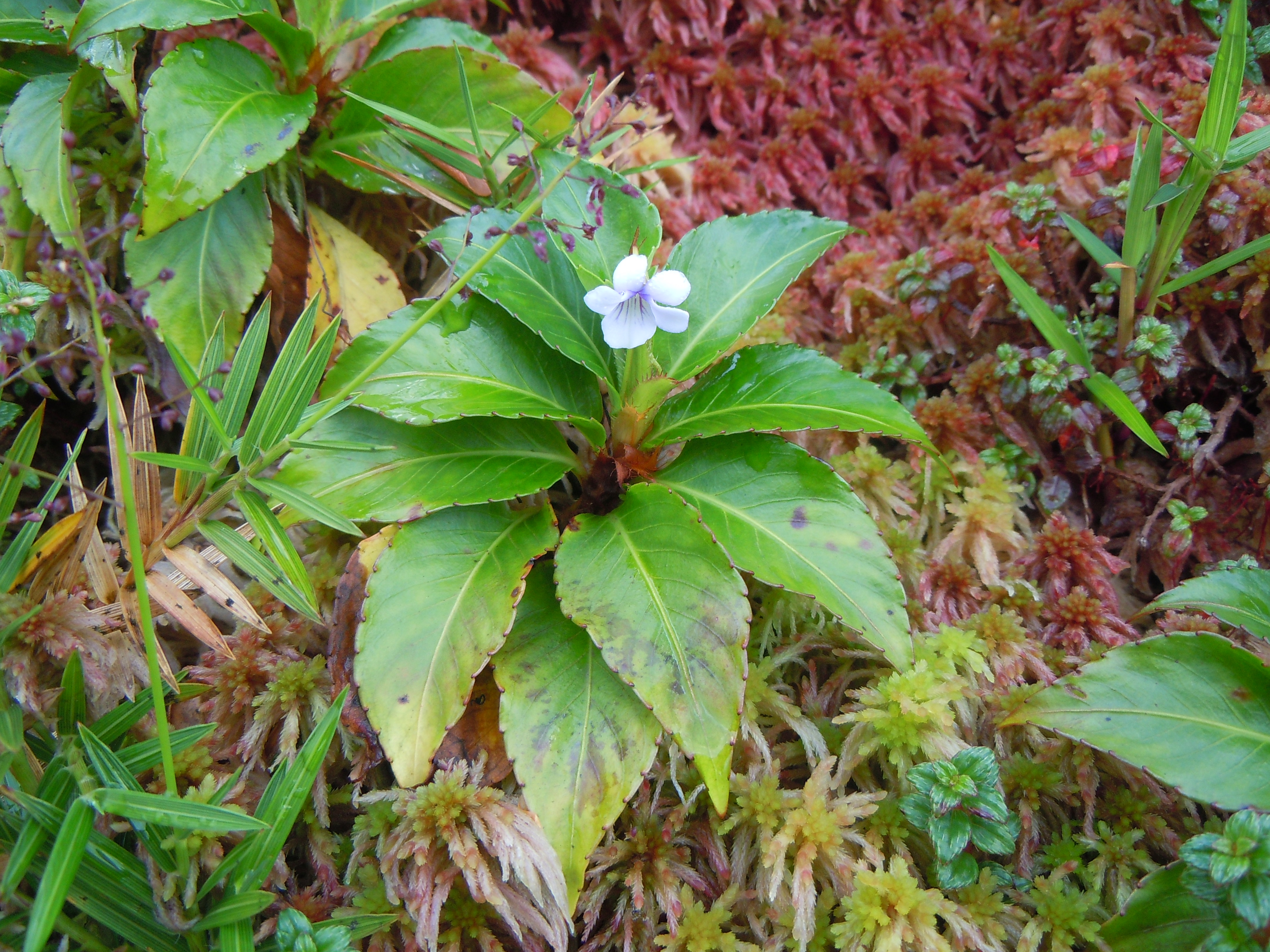